# Now You're Gone - The Album
Now You're Gone - The Album je studijski album pevca Basshunterja. Album je izšel 14. julij 2008 pri založbi Hard2Beat.

## Seznam skladb
| Št. | Naslov                                               | Dolžina |
| --- | ---------------------------------------------------- | ------- |
| 1.  | „Now You're Gone‟ (feat. DJ Mental Theo's Bazzheadz) | 2:30    |
| 2.  | „All I Ever Wanted‟                                  | 2:58    |
| 3.  | „Please Don't Go‟                                    | 2:50    |
| 4.  | „I Miss You‟                                         | 3:47    |
| 5.  | „Angel in the Night‟                                 | 3:23    |
| 6.  | „In Her Eyes‟                                        | 3:14    |
| 7.  | „Love You More‟                                      | 3:52    |
| 8.  | „Camilla‟                                            | 3:16    |
| 9.  | „Dream Girl‟                                         | 4:28    |
| 10. | „I Can Walk on Water‟                                | 3:46    |
| 11. | „Bass Creator‟                                       | 5:02    |
| 12. | „Russia Privjet‟                                     | 4:05    |

| Bonusi          | Bonusi                                 | Bonusi  |
| Št.             | Naslov                                 | Dolžina |
| --------------- | -------------------------------------- | ------- |
| 13.             | „Boten Anna‟                           | 3:29    |
| 14.             | „Vi sitter i Ventrilo och spelar DotA‟ | 3:22    |
| 15.             | „Now You're Gone‟ (Fonzerelli Edit)    | 3:15    |
| 16.             | „All I Ever Wanted‟ (Fonzerelli Edit)  | 2:34    |
| Skupna dolžina: | Skupna dolžina:                        | 55:51   |

## Dosežki in certifikacije
| Lestvica (2008-2009)                              | Dosežek |
| ------------------------------------------------- | ------- |
| Velika Britanija (UK Albums Chart)                | 1       |
| Nova Zelandija (Recorded Music NZ)                | 1       |
| Irska (Irish Albums Chart)                        | 2       |
| Evropa (European Albums)                          | 6       |
| Združene države Amerike (Dance/Electronic Albums) | 14      |
| Avstrija (Ö3 Austria Top 40)                      | 17      |
| Belgija (Valonija, Ultratop)                      | 31      |
| Švica (Alben Top 100)                             | 32      |
| Finska (Musiikkituottajat)                        | 35      |
| Francija (SNEP)                                   | 36      |
| Švedska (Sverigetopplistan)                       | 38      |
| Poljska (OLiS)                                    | 43      |
| Združene države Amerike (Heatseekers Albums)      | 45      |

| Lestvica (2008)                            | Dosežek |
| ------------------------------------------ | ------- |
| Velika Britanija (Official Charts Company) | 45      |

| Lestvica (2009)                    | Dosežek |
| ---------------------------------- | ------- |
| Nova Zelandija (Recorded Music NZ) | 14      |

| Država                                           | Certifikacije |
| ------------------------------------------------ | ------------- |
| Velika Britanija (British Phonographic Industry) | Platinasta    |
| Nova Zelandija (Recorded Music NZ)               | Platinasta    |